# Fedor Jelezko
Fedor Jelezko (* 12. Mai 1971 in Minsk) ist ein deutscher Physiker. Er ist Professor an der Universität Ulm.

## Leben
Jelezko studierte Physik in Minsk und wurde in Bordeaux promoviert, wo er mit Michel Orrit arbeitete. 1998 bis 2000 war er in der Gruppe von Jörg Wrachtrup in Chemnitz tätig und ging dann mit diesem an die Universität Stuttgart. Hier war er bis Januar 2011 tätig, wobei er von 2007 bis 2010 außerdem Visiting Professor an der ENS Cachan war. Seit Februar 2011 ist Jelezko Professor an der Universität Ulm und dort Direktor des Instituts für Quantenoptik.
Im Jahr 2008 wurde Jelezko mit dem Walter-Schottky-Preis der Deutschen Physikalischen Gesellschaft ausgezeichnet. 2016 erhielt Jelezko den Landesforschungspreis Baden-Württemberg sowie den Zeiss Research Award (gemeinsam mit Jörg Wrachtrup). 2012 und 2019 konnte er jeweils einen ERC Synergy Grant des Europäischen Forschungsrates einwerben.

## Forschung
Jelezko ist bekannt für Quantenoptik-Experimente an Festkörpern. Insbesondere gelangen ihm in Kooperation mit Jörg Wrachtrup wegweisende Experimente an einzelnen Stickstoff-Fehlstellen-Zentren im Diamantgitter, sogenannten „NV-Zentren“ (engl.: nitrogen-vacancy center). Dadurch wurden NV-Zentren als vielversprechende Elemente für die Quanteninformationstechnologie demonstriert. Jelezko erforscht Eigenschaften von NV-Zentren und andere Defekte in Diamant sowie mögliche Anwendungen im Kontext Quanteninformation und für die Lebenswissenschaften.